# Українські втрати у боях за Дебальцеве
У статті наведено список втрат українських сил у боях за Дебальцеве.
20 лютого 2015 року Юрій Бірюков повідомив, що під час боїв на Дебальцевському плацдармі з 18 січня по 18 лютого загинули 179 українських військовослужбовців.
20 лютого 2015 року головний редактор сайту Цензор.нет Юрій Бутусов оприлюднив дані щодо оцінки втрат українських силовиків у боях за Дебальцеве в період з 24 січня по 18 лютого 2015 року: 159 загиблих, 118 полонених, 36 зниклих безвісти.
24 лютого 2015 року волонтер Олександр Будулич оприлюднив дані, згідно з якими з 24 січня по 18 лютого Україна втратила під Дебальцевим 205 воїнів.
У лютому 2019 року видання «Новинарня» оприлюднило список із 268 імен військовослужбовців, які загинули із 25 січня по 18 лютого 2015 року на Дебальцевському напрямку.

## Список загиблих
1. Руднєв Андрій Володимирович — старший лейтенант, 25 ОПДБр, 5 серпня 2014, при виконанні бойового завдання поблизу Орлово-Іванівки
2. Русєв Сергій В'ячеславович — молодший сержант, 25 ОПДБр, 5 серпня 2014, при виконанні бойового завдання поблизу Орлово-Іванівки
3. Єрош Сергій Валерійович — солдат, 25 ОПДБр, 17 серпня 2014, помер у шпиталі у Харкові від ран, яких зазнав 12 серпня під Вуглегірськом
4. Подгорний Сергій Анатолійович — солдат, батальйон «Київ-2», 18 серпня 2014,
5. Шкляр Ігор Володимирович — солдат, 41-й батальйон «Чернігів-2», 25 серпня 2014,
6. Голий Віктор Анатолійович, старший солдат, 42 БТРО, 28 серпня 2014,
7. Кузін Ігор Михайлович, солдат, 42-й БТРО, 28 серпня 2014,
8. Курмашев Олексій Васильович, снайпер батальйону оперативного призначення Київської конвойної бригади НГУ, 28 серпня 2014
9. Сипченко Микола Іванович, сержант 42-го батальйону, 28 серпня 2014,
10. Яковенко Денис Олександрович — старший солдат, батальйон «Чернігів-2», 4 вересня 2014,
11. Ханчич Денис Юрійович — старший солдат, батальйон «Київська Русь», 14 вересня 2014,
12. Козенко Олександр Сергійович — солдат, 11-й батальйон «Київська Русь», 14 вересня 2014,
13. Чаркас Андрій Степанович, молодший сержант, 15 вересня 2014,
14. Коваль Михайло Андрійович — старший солдат, 25-й батальйон «Київська Русь», 21 вересня 2014,
15. Старов Олександр Олександрович — старшина, 25-й батальйон «Київська Русь», 21 вересня 2014,
16. Сергієнко Ігор Володимирович, солдат, «Чернігів-2», 22 вересня, помер від поранень,
17. Савуляк Володимир Іванович, старший солдат, батальйон «Київська Русь», 23 вересня,
18. Вахнюк Олександр Миколайович, старшина, 1 танкова бригада, 1 жовтня,
19. Ковальчук Сергій Вікторович, солдат, 25-та бригада, 1 жовтня,
20. Бойко Віктор Миколайович, старшина, 128-ма бригада, 6 жовтня,
21. Ознамець Володимир Володимирович, прапорщик, 128-ма бригада, 7 жовтня,
22. Цимбал Сергій Володимирович, солдат, батальйон «Київська Русь»,
23. Чмелівський Віталій Володимирович, солдат, 9 жовтня, помер від поранень,
24. Мельниченко Віктор Васильович, сержант, 128-ма бригада, 12 жовтня,
25. Ліщук Руслан Володимирович, 128-ма бригада, 28 жовтня,
26. Пронін Вадим Олександрович, молодший сержант, 128-ма бригада, 4 листопада,
27. Бабич Олександр Володимирович, майор, 128-ма бригада, 8 листопада,
28. Кузьменко Віталій Михайлович — рядовий, МВСУ, 9 листопада,
29. Матійчук Олександр Сергійович — молодший сержант, батальйон «Полтавщина», 9 листопада,
30. Литвин Олег Олексійович — солдат, батальйон «Київська Русь», 14 листопада,
31. Рвачов Володимир Ігорович — підполковник, 169-й центр, 16 листопада,
32. Іщенко Олександр Володимирович, солдат, 354-й полк, 17 листопада,
33. Лупікс Яніс Модрисович, молодший сержант, 169-й центр, 17 листопада,
34. Рачинський Олександр Григорович, капітан, 25-й батальйон «Київська Русь», 17 листопада,
35. Ніколенко Павло Вікторович, солдат, 91-й оперативний полк, 23 листопада,
36. Хоменко Сергій Володимирович — сержант, 42-й тербатальйон, 23 листопада 2014,
37. Будз Микола Юрійович — капітан, 128-а бригада, 24 листопада 2014,
38. Стасюк Олег Степанович — солдат, 42-й батальйон «Рух Опору», 24 листопада,
39. Ігнатишин Олександр Володимирович, молодший сержант, 128-ма бригада, 25 листопада,
40. Стець Павло Іванович, старший сержант, 128-ма бригада, 25 листопада,
41. Сніжко Анатолій Петрович, солдат, 128-ма бригада, 28 листопада,
42. Моргун-Білявський Олександр Миколайович, солдат, 93-тя бригада, 3 грудня,
43. Шимон Олександр Петрович, старший лейтенант, 128-ма бригада, 3 грудня,
44. Пономаренко Олександр Васильович, сержант, 128-й центр ЗСУ, 4 грудня,
45. Марценюк Юрій Григорович, солдат, батальйон «Київська Русь», 6 грудня,
46. Кіріс Василь Васильович — солдат, 54-й розвідувальний батальйон, 10 грудня,
47. Ярков Олександр Іванович — солдат, 42-й батальйон, 11 грудня,
48. Бойко Петро Леонідович, сержант, 128-ма бригада, 6 січня 2015,
49. Вербицький Сергій Степанович, прапорщик, 128-ма бригада, 6 січня 2015,
50. Мельник Юрій Вікторович, старший сержант, водій 128-ї окремої гірсько-піхотної бригади, 7 січня
51. Гречко Дмитро Миколайович, солдат, 15-й гірськопіхотний батальйон, 14 січня,
52. Закревський Костянтин Романович, 22 січня 2015, молодший сержант, гранатометник 57-ї мотопіхотної бригади,
53. Конопльов Андрій Анатолійович, старший сержант, 15-й гірськопіхотний батальйон, 24 січня,
54. Попов Олександр Олександрович — капітан (посмертно), 17-та танкова бригада, 24 січня,
55. Хіврич Сергій Олександрович, старший сержант, 15-й гірськопіхотний батальйон, 24 січня,
56. Шевцов Олександр Михайлович, солдат, 15-й гірськопіхотний батальйон, 24 січня,
57. Юхимчук Олександр Володимирович, старший сержант, 30-та бригада, 24 січня,
58. Венгер Олександр Анатолійович, старшина, 54-й окремий розвідувальний батальйон, 25 січня,
59. Голота Володимир Михайлович, солдат, 128-ма бригада, 25 січня,
60. Жук Микола Вікторович, капітан, 128-а гірськопіхотна бригада, 25 січня,
61. Леврінц Олександр Юрійович, солдат, 128-а гірськопіхотна бригада, 25 січня,
62. Ткаченко Руслан Андрійович, старший солдат, 128-а бригада, 25 січня,
63. Отрішко В'ячеслав Миколайович, солдат, 42-й батальйон, 26 січня,
64. Степанок Володимир Іванович — майор, 57-а мотопіхотна бригада, 26 січня,
65. Войцеховський Віктор Вікторович — солдат, 17-та танкова бригада,
66. Голик Анатолій Михайлович — солдат, 101-ша окрема бригада, 27 січня,
67. Бакал Анатолій Іванович — сержант, 17-та танкова бригада, 28 січня,
68. Бондар Віктор Миколайович — молодший сержант, 128-ма бригада, 28 січня,
69. Буйновський Ігор Анатолійович, солдат, батальйон «Чернігів-1», 28 січня,
70. Заплітний Дмитро Іванович, молодший сержант, 128-ма бригада, 28 січня,
71. Зеленський Олександр Михайлович, солдат, батальйон «Чернігів-1», 28 січня,
72. Качкалда Микола Миколайович, сержант, 26 артилерійська бригада, 28 січня,
73. Андрусенко Сергій Олександрович, старший солдат, батальйон «Чернігів-1», 29 січня,
74. Барановський Василь Володимирович, старший лейтенант, 44-та бригада
75. Бригинець Олександр Валентинович, солдат, батальйон «Чернігів-1», 29 січня,
76. Гарбарчук Тарас Анатолійович, сержант, 30-та бригада, 29 січня,
77. Єфіменко В'ячеслав Олександрович, солдат, батальйон «Київська Русь», 29 січня,
78. Лебедєв Андрій Володимирович, солдат, батальйон «Чернігів-1», 29 січня,
79. Лістровий Олександр Михайлович, молодший сержант, батальйон «Київська Русь», 29 січня,
80. Мельник Андрій Іванович, старший сержант, батальйон «Чернігів-1», 29 січня,
81. Соломаха Олег Володимирович, старший солдат, батальйон «Чернігів-1», 29 січня,
82. Ступак Іван Станіславович, лейтенант, батальйон «Київська Русь», 29 січня,
83. Хоречко Микола Степанович, старший солдат, 30-та бригада, 29 січня,
84. Шахрай Олександр Васильович, молодший сержант, 30-та бригада, 29 січня,
85. Яковенко Іван Вікторович, солдат, 17 бригада, 29 січня,
86. Бойко Ігор Дмитрович, розвідник, 128-ма гірськопіхотна бригада, 30 січня 2015
87. Завірюхін Ігор Анатолійович, майор, батальйон «Київська Русь», 30 січня,
88. Колесник Віталій Павлович, сержант, батальйон «Чернігів-1», 30 січня,
89. Марьєнко Сергій Вікторович, водій, 128-ма бригада, 30 січня,
90. Михайлов Віталій Володимирович, — сержант, 15-й гірсько-піхотний батальйон, 30 січня,
91. Онопрієнко Олександр Валерійович, солдат, батальйон «Чернігів-1», 30 січня,
92. Сохацький Андрій Володимирович — солдат, 128-ма гірськопіхотна бригада, 30 січня,
93. Тербан Олександр Васильович, сержант, 128-ма бригада, 30 січня,
94. Тимченко Руслан Олегович, солдат, 128-ма бригада, 30 січня,
95. Томилко Іван Миколайович, сержант, батальйон «Чернігів-1», 30 січня,
96. Батурін Олександр Валентинович, солдат, 30-та бригада, 31 січня,
97. Башняк Роман Васильович, капітан, 30-та бригада, 31 січня,
98. Волошин Ігор Олексійович, солдат, 30-та бригада, 31 січня,
99. Голуб Аркадій Юрійович, солдат, батальйон «Київська Русь», 31 січня,
100. Григоришин Михайло Васильович, солдат, 15-й гірськопіхотний батальйон, 31 січня,
101. Ковальов Костянтин Георгійович, молодший сержант, батальйон «Донбас», 31 січня,
102. Кравченко Євген Анатолійович, молодший сержант, батальйон «Чернігів-1», 31 січня,
103. Лимарь Олександр Миколайович, молодший сержант, 30-та бригада, 31 січня,
104. Копиця Олександр Вікторович, солдат, батальйон «Донбас», 31 січня,
105. Магомедов Кадир Кримханович, старший солдат, 31 січня, батальйон «Донбас»,
106. Марченко Олексій Вікторович — солдат, 30-та бригада, 31 січня,
107. Москаленко Сергій Миколайович, солдат, батальйон «Київська Русь», 31 січня,
108. Мякотін Сергій Павлович, солдат, батальйон «Донбас», 31 січня,
109. Матусевич Сергій Андрійович, старший солдат, 15-й гірськопіхотний батальйон, 31 січня,
110. Прошак Андрій Васильович, сержант, 128-ма бригада,
111. Садовець Віктор Анатолійович, молодший сержант, 30-та бригада, 31 січня,
112. Старченко Павло Олександрович, старший солдат, 31 січня, батальйон «Чернігів-1»,
113. Харитонов Сергій Миколайович, сержант, 31 січня, батальйон «Чернігів-1»,
114. Черепаха Олександр Іванович, солдат, 30 бригада, 31 січня,
115. Головін Дмитро Володимирович, старший солдат, 17-та танкова бригада, 1 лютого
116. Денисів Ігор Іванович — солдат, 128-а гірськопіхотна бригада, 1 лютого
117. Денисюк Василь Захарович, молодший сержант, 17-та бригада, 1 лютого,
118. Добрань Андрій Дмитрович, старший солдат, 101-ша окрема бригада, 1 лютого,
119. Ковальчук Микола Михайлович — солдат, 128-ма бригада, 1 лютого,
120. Осташевський Олексій Сергійович, молодший сержант, 17-та бригада, 1 лютого,
121. Ткачук Костянтин В'ячеславович, старший солдат, 17-та бригада, 1 лютого,
122. Человський Дмитро Миколайович, сержант, 17-та бригада, 1 лютого,
123. Гултур Денис Анатолійович, старший солдат, батальйон «Київська Русь», 2 лютого,
124. Гуріч Сергій Миколайович, старший солдат, батальйон «Київська Русь», 2 лютого,
125. Охмак Іван Миколайович — старший солдат, 128-а гірськопіхотна бригада, 2 лютого,
126. Сабадаш Андрій Васильович, старшина, батальйон «Київська Русь», 2 лютого,
127. Сніжок Ігор Сергійович — підполковник, Командування Сухопутних Сил ЗСУ
128. Шайдюк Віталій Вікторович, майор, батальйон «Київська Русь», 2 лютого,
129. Мажуга Микола Анатолійович, солдат, 17 бригада, 3 лютого,
130. Селищев Олексій Сергійович, молодший сержант, 17-та бригада, 3 лютого,
131. Янченко Дмитро Олександрович, 3 лютого, солдат, 2-й об'єднаний польовий вузол зв'язку ГШ,
132. Зерній Євген Анатолійович, сержант, 92-га бригада, 5 лютого,
133. Буслаєв Олексій Георгійович — старший солдат, 30-та бригада, 6 лютого,
134. Вербецький Роман Васильович, старший солдат, 30-та бригада, 6 лютого,
135. Вергай Віталій Миколайович — солдат, 128-а гірськопіхотна бригада, 6 лютого,
136. Грицай Олександр Васильович — солдат, батальйон «Київська Русь», 6 лютого,
137. Капуш Олександр Васильович, старший солдат, 15-й гірськопіхотний батальйон, 6 лютого,
138. Карнаухов Микола Миколайович, старший лейтенант, 57-ма бригада, 6 лютого,
139. Микитюк Микола Петрович, лейтенант, 30-та бригада, 6 лютого,
140. Мокляк Олександр Сергійович, солдат, 57-ма бригада, 6 лютого,
141. Нищик Руслан Петрович — молодший сержант, 30-а бригада, 6 лютого,
142. Новак Ігор Володимирович, солдат, 30-та бригада, 6 лютого,
143. Полупанов Володимир Іванович — старшина, 128-а гірськопіхотна бригада, 6 лютого,
144. Шверненко Євген Валерійович — солдат, 57-а бригада, 6 лютого,
145. Дідушко Олег Анатолійович — солдат, НГУ, в/ч 3002, 7 лютого,
146. Законов Василь Ігорович, молодший сержант, 101-ша бригада ГШ, 7 лютого,
147. Кравченко Віталій Олегович, старший солдат, 128-ма бригада, 7 лютого,
148. Клочан Олександр Вікторович, солдат, 101-ша бригада, 7 лютого,
149. Мартиненко Олександр Євгенович, солдат, 128-ма бригада, 7 лютого,
150. Покладов Андрій Євгенович, старший лейтенант, 7 лютого, 15-й гірсько-піхотний батальйон,
151. Рябко Максим Олександрович, молодший сержант, 15-й гірсько-піхотний батальйон,
152. Белима Микола Григорович, сержант, 40-й окремий мотопіхотний батальйон, 8 лютого,
153. Палай Андрій Йосипович, солдат, 15-й гірсько-піхотний батальйон, 8 лютого,
154. Харитонюк Віталій Ігорович, старший солдат, 30-а механізована бригада, 8 лютого,
155. Чумак Віталій Миколайович, молодший сержант, 15-й гірсько-піхотний батальйон,
156. Балюк Михайло Борисович, солдат, санітар 7-ї Хмельницької автомобільної санітарної роти, 9 лютого,
157. Бердес Олександр Миколайович, молодший сержант, 30-та окрема механізована бригада, 9 лютого
158. Білак Василь В'ячеславович, старший лейтенант, 128-ма бригада, 9 лютого,
159. Василенко Святослав Вікторович, майор, 330-й центральний вузол фельд'єгерсько-поштового зв'язку ГШ ЗСУ, 9 лютого,
160. Гуртов Олексій Анатолійович, майор, 128-ма бригада, 9 лютого,
161. Демчук Василь Гервасійович, сержант, 30-та бригада, 9 лютого,
162. Задорожний Василь Богданович, солдат 1-ї окремої медичної роти, 9 лютого,
163. Катішов Віталій Федорович, солдат, 30-та бригада, 9 лютого,
164. Кацабін Сергій Борисович, 1-ша окрема медична рота імені Пирогова, Північне ТУ НГУ, солдат резерву,
165. Козлов Юрій Вікторович — старший солдат, 17-та танкова бригада, 9 лютого,
166. Кончевич Тарас Григорович — капітан, лікар 7-го батальйону військової частини 3002 Національної гвардії України, 9 лютого,
167. Корота Євген Миколайович — сержант, 30-та бригада, 9 лютого,
168. Кравченко Олександр Анатолійович] — молодший сержант, 30-та бригада, 9 лютого,
169. Лагунов Дмитро Анатолійович] — солдат, 1-ша окрема медична рота імені Пирогова, 9 лютого,
170. Лялевич Сергій Францович — сержант, 30-та бригада, 9 лютого,
171. Макаренко Антон Миколайович — молодший сержант 330-го центрального вузла фельд'єгерсько-поштового зв'язку ГШ ЗСУ, 9 лютого,
172. Музика Артур Сергійович — підполковник, відділ організації зв'язку головного управління Генерального штабу ЗСУ, 9 лютого,
173. Недоводієв Микита Олександрович — майор, 101-а окрема бригада охорони ГШ, 9 лютого,
174. Павлов Ігор Миколайович — полковник, перший заступник керівника АТО на території Луганської та Донецької областей, 9 лютого,
175. Плацинський Павло Янович — старший сержант, 30-та бригада, 9 лютого,
176. Романчук Сергій Михайлович — старший лейтенант, 30-та бригада, 9 лютого,
177. Совлич Роман Йосипович — солдат, 128-ма бригада, 9 лютого,
178. Суліма Анатолій Володимирович — старший солдат, 7-ма Хмельницька автомобільна санітарна рота, 9 лютого,
179. Сухенко Сергій Михайлович — сержант, 30-та бригада,
180. Федорченко Вадим Олександрович — старший солдат, 101-а окрема бригада охорони ГШ, 9 лютого,
181. Циганок Сергій Анатолійович — підполковник, начальник 330-го центрального вузла фельд'єгерсько-поштового зв'язку ГШ ЗСУ, 9 лютого,
182. Чорнобай Роман Богданович, сержант, 128-ма бригада, 9 лютого,
183. Терновий Дмитро Олександрович — полковник МВС, 10 лютого,
184. Юханов Євген Георгійович — полковник МВС, 10 лютого,
185. Грушко Роман Миколайович — старший солдат, 30-та бригада, 11 лютого,
186. Зозуля Максим Петрович — солдат, 17 танкова бригада, 11 лютого,
187. Покрищенко Микола Миколайович, солдат, 55-й автомобільний батальйон, 11 лютого,
188. Бондар Василь Васильович — старшина, 128-ма бригада, 12 лютого,
189. Браух Андрій Васильович — сержант, 30-та бригада, 12 лютого,
190. Асмолов Андрій Вікторович, сержант, 17-та танкова бригада, 12 лютого,
191. Камінський Андрій Ігорович, солдат, батальйон «Донбас», 12 лютого,
192. Комаров Олексій Миколайович, капітан, 30 оембр, 12 лютого 2015,
193. Кость Ярослав Васильович, солдат, 128-ма бригада, 12 лютого,
194. Кравченко Олександр Дмитрович, молодший сержант, 169-й навчальний центр,
195. Лісовенко Дмитро Іванович, солдат, 17-та танкова бригада, 12 лютого,
196. Марквас Ігор Йосипович, старший лейтенант, 79-та бригада, 12 лютого,
197. Мельничук Роман Вікторович, солдат, батальйон «Донбас», 12 лютого,
198. Панчук Володимир Феліксович, сержант, батальйон «Донбас», 12 лютого,
199. Поліщук Анатолій Олександрович, сержант, батальйон «Донбас», 12 лютого,
200. Постолакі Віталій Андрійович, майор, 128-ма бригада, 12 лютого,
201. Самойленко Володимир Іванович, солдат, батальйон «Донбас», 12 лютого,
202. Суслик Володимир Михайлович, старший прапорщик, 79-та бригада, 12 лютого,
203. Сущук Микола Володимирович, старший солдат, 30-та бригада, 12 лютого,
204. Трепко Владислав Віталійович, лейтенант, 30-та бригада, 12 лютого,
205. Федорченко Сергій Сергійович — старший солдат, 40-й батальйон, 12 лютого,
206. Шевченко Олег Іванович — старшина, 17-та танкова бригада, 12 лютого,
207. Шульга Володимир Олександрович — молодший сержант, 30-та бригада, 12 лютого,
208. Мельничук Роман Вікторович — сапер, 2-й батальйон спеціального призначення НГУ «Донбас», 12 лютого,
209. Голік Руслан Валерійович, сержант, батальйон «Кривбас», 13 лютого[8],
210. Домченко Владислав Анатолійович, солдат, батальйон «Львів», 13 лютого,
211. Єлефтеріаді Валерій Степанович, старшина, 17 танкова бригада, 13 лютого,
212. Іволга Сергій Олексійович, солдат, батальйон «Кривбас», 13 лютого,
213. Каморников Денис Миколайович, старший лейтенант, батальйон «Кривбас», 13 лютого,
214. Карпо Сергій Едуардович, молодший сержант, батальйон «Артемівськ», 13 лютого,
215. Лаговський Віктор Анатолійович, молодший сержант, батальйон «Артемівськ», 13 лютого,
216. Лехмінко Ігор Ігорович, прапорщик, батальйон «Львів», 13 лютого,
217. Орловський Петро Орестович — солдат, 40-й батальйон, 13 лютого,
218. Мельник Володимир Михайлович, старший сержант, 17-та бригада,
219. Павлюк Олег В'ячеславович[9], старший солдат, батальйон «Кривбас», 13 лютого,
220. Рясков Микола Васильович, солдат, 40-й батальйон, 13 лютого,
221. Сич Тарас Степанович, солдат, батальйон «Київська Русь», 13 лютого,
222. Стрєлець Дмитро Анатолійович, молодший сержант, батальйон «Артемівськ», 13 лютого,
223. Антоненко Василь Миколайович — солдат, батальйон «Київська Русь», 14 лютого,
224. Гирич Віталій Анатолійович — солдат, батальйон «Чернігів-1», 14 лютого,
225. Дужик Євген Євгенович — сержант, 55-та бригада, 14 лютого,
226. Єрощенко Олександр Сергійович, молодший сержант, 95-та бригада,
227. Черненко Максим Зеновійович — старший солдат, батальйон «Київська Русь», 14 лютого,
228. Бутенко Микола Валерійович, старший солдат 55-го окремого автомобільного батальйону «Чорний ліс», 15 лютого,
229. Вакуленко Олександр Іванович, майор, батальйон «Кривбас», 15 лютого,
230. Говоруха Олександр Миколайович — солдат, 55-та бригада, 15 лютого,
231. Дужик Євген Євгенович, молодший сержант, 55-та бригада,
232. Кобченко Олег Олександрович — солдат, 30-та бригада, 15 лютого,
233. Чумак Дмитро Сергійович — солдат, батальйон «Київська Русь», 15 лютого,
234. Яневич Володимир Анатолійович, солдат 3568-ї зенітної технічної ракетної бази, 15 лютого,
235. Барвін Дмитро Володимирович — старший солдат, 101-ша окрема бригада охорони ГШ, 16 лютого.
236. Бутусов Юрій Юрійович — капітан, 3-й окремий полк, 16 лютого
237. Гаврилюк Сергій Вікторович, старший солдат, 15-й гірсько-піхотний батальйон, 16 лютого,
238. Лабуткін Дмитро Віталійович, військовий кореспондент, капітан III рангу ВМС ЗСУ (посмертно), 16 лютого, загинув у районі Дебальцівського вокзалу разом з групою бійців 101 ОБрОГШ, коли їх БТР-80 зупинився на рейках.[10]
239. Коваль Олег Миколайович — капітан, 128-ма бригада, 16 лютого,
240. Науменко Олег Геннадійович, сержант МВС, 16 лютого,
241. Стукало Олег Юрійович, підполковник (посмертно) 128-ма бригада, 16 лютого,
242. Тимошенко Роман Васильович, старший лейтенант, 101-ша бригада, 16 лютого,
243. Федитник Віталій Валерійович, старший сержант, 3-й окремий полк, 16 лютого,
244. Фролов Олександр Миколайович, молодший сержант, 15-й гірсько-піхотний батальйон, 16 лютого,
245. Щербина Ігор Іванович, полковник, батальйон «Кривбас», 16 лютого,
246. Вовк Богдан Ігорович, старший сержант, Харківська окрема бригада оперативного призначення НГУ, 17 лютого,
247. Бахмач Володимир Степанович, солдат, батальйон «Чернігів-1», 17 лютого,
248. Герасевич Євген Анатолійович, старший солдат, 128-ма бригада, 17 лютого,
249. Гирман Сергій Миколайович, солдат, 17 танкова бригада, 17 лютого,
250. Жук Олег Олегович, старший солдат, батальйон «Кривбас», 17 лютого
251. Кіндзера Євген Йосипович, солдат, 17 танкова бригада, 17 лютого,
252. Коваль Олег Володимирович, капітан, 101-ша бригада, 17 лютого,
253. Красноголовець Олександр Олександрович, сержант, 30-та бригада, 17 лютого,
254. Кулініч Андрій Григорович, солдат, 30-та бригада, 17 лютого,
255. Кучер Валерій Анатолійович, солдат, 55-й автомобільний батальйон, 17 лютого,
256. Лабань Роман Олегович, лейтенант, спецпідрозділ «Ягуар», 17 лютого,
257. Лепеха Андрій Анатолійович, полковник Тилу ЗСУ, 17 лютого,
258. Лотоцький Віталій Зіновійович, старший сержант, 128-ма бригада, 17 лютого,
259. Медведєв Геннадій Вікторович — старший сержант, 40-й батальйон «Кривбас», 17 лютого,
260. Мироненко Віктор Миколайович, солдат, 17 танкова бригада, 17 лютого,
261. Остяк Василь Володимирович, молодший сержант, 128-ма бригада, 17 лютого,
262. Павленко Роман Віталійович, солдат, батальйон «Кривбас», 17 лютого,
263. Попик Віктор Петрович, старший солдат, батальйон «Чернігів-1», 17 лютого,
264. Саган Сергій Іванович — сержант, 30-та механізована бригада, 17 лютого,
265. Семенов В'ячеслав Анатолійович — старший лейтенант, прикордонник, 17 лютого,
266. Синчак Анатолій Анатолійович, молодший сержант, батальйон «Чернігів-1», 17 лютого,
267. Химич Віталій Іванович — сержант, 128-ма бригада, 17 лютого,
268. Чабан Сергій Петрович — сержант, Харківська бригада оперативного призначення (в/ч 2017), 17 лютого,
269. Шептицький Петро Миколайович, солдат, 30-та бригада, 17 лютого,
270. Шумило Анатолій Іванович, солдат, 57-ма бригада, 17 лютого,
271. Яцьков Олександр Сергійович — молодший сержант, 40-й батальйон, 17 лютого,
272. Чабанчук Денис Миколайович (2 лютого 1992, Луцьк), старший лейтенант 128-ї гірничо-піхотної бригади, загинув під час виходу з Дебальцевого 17 лютого 2015-го[11].
273. Белима Микола Григорович, сержант, 17 танкова бригада, 18 лютого
274. Будніков Анатолій Миколайович — сержант, 30-та бригада, 18 лютого,
275. Гаврилюк Ігор Володимирович, лейтенант, 30-та бригада, 18 лютого,
276. Гайченя Микола Борисович, старший сержант, 30-та бригада, 18 лютого,
277. Гриценко Василь Миколайович, сержант НГУ, 18 лютого,
278. Грубий Анатолій Васильович — сержант, 128-ма бригада, 18 лютого,
279. Живкович Владислав Хайдарович, старший прапорщик, батальйон «Київська Русь», 18 лютого,
280. Каменюк Олександр Олександрович, старший лейтенант, підрозділ «Грифон», 18 лютого[12]
281. Кисельов Денис В'ячеславович, капітан, 128-ма бригада, 18 лютого,
282. Кінах Олександр Васильович, солдат, 18 лютого, 128-ма бригада,
283. Козаченко Денис Юрійович, молодший сержант, батальйон «Кривбас», 18 лютого,
284. Козичко Роман Іванович, сержант, 18 лютого, 128-ма бригада,
285. Кондратюк Олексій Вікторович, солдат, 18 лютого, 128-ма бригада,
286. Коренівський Віктор Анатолійович, солдат, 18 лютого, 128-ма бригада,
287. Куслій Олег Григорович, сержант, 18 лютого, батальйон «Чернігів-1»,
288. Кушнір Олег Володимирович, сержант, 18 лютого, 128-ма бригада,
289. Маркусь Віктор Васильович — сержант, 128-ма бригада, 18 лютого,
290. Пастухов Олександр Миколайович, старший солдат, 128-ма бригада, 18 лютого,
291. Порфир'єв Віталій Сергійович, старший солдат, 25-й окремий полк матеріального забезпечення, 18 лютого,
292. Сабов Руслан Миколайович — старшина, 128-ма бригада, 18 лютого,
293. Товт Шандор Ерниевич, старший сержант, 128-ма бригада, 18 лютого,
294. Хорошковський В'ячеслав Дмитрович, помер від поранень, 18 лютого, Харківська окрема бригада оперативного призначення НГУ,
295. Щепанський Олег Володимирович, солдат, 30-та бригада, 18 лютого,
296. Білоконь Олександр Вікторович, солдат, 30-та бригада, 24 лютого, помер від поранень
297. Шкредь Сергій Олексійович — солдат, 15-й батальйон, 22 березня, помер від поранень
298. Мірошник В'ячеслав Володимирович — старший лейтенант, 24 квітня, 703-й полк, помер від поранень

## Передачі тіл та обміни полоненими
8 серпня 2017 року представники маріонеткової ДНР через волонтерську організацію «Евакуація 200» передали українській стороні тіло військовослужбовця, який загинув у 2015 році в результаті бойових дій в районі с. Логвинове, що поблизу м. Дебальцеве (Донецька область). Передачі тіла передував ряд заходів — ексгумація, експертиза та встановлення особи.

## Поранені
Абдулін Андрій Анатолійович — старший лейтенант, відірвало половину правої руки та стопу.
Чепурний Валерій — осколкове поранення в ногу.
Роман Жованик — старший лейтенант, поранення в плече.

## Матеріали
- Нестор Дим, Роковини виходу з Дебальцевого: 268 загиблих героїв. ПОВНИЙ СПИСОК // Новинарня, 18 лютого 2019